# Bandera de Preixana
La bandera oficial de Preixana té la següent descripció:
Bandera apaïsada de proporcions dos d'alt per tres de llarg, groga, travessada longitudinalment per dues ones adossades, negra la superior i de color blau clar la inferior, d'una amplada d'una sisena part de la bandera cada una d'elles.
Va ser aprovada el 3 d'octubre de 1989 i publicada en el DOGC el 18 d'octubre del mateix any amb el número 1208.